# جون دبليو. ماير
جون دبليو. ماير (بالإنجليزية: John W. Meyer)‏ هو عالم اجتماع أمريكي، ولد في 1935.

## مقالات ذات صلة
- المؤسسية الاجتماعية

## وصلات خارجية
- جون دبليو. ماير على موقع الموسوعة البريطانية (الإنجليزية)